# 다카쿠라촌 (오카야마현 도마타군)
다카쿠라촌(高倉村)은 오카야마현 도마타군에 있던 촌이다. 현재의 쓰야마시에 해당한다.